# Melinda yunnanensis
Melinda yunnanensis este o specie de muște din genul Melinda, familia Calliphoridae, descrisă de Fan, Gan, Fang, Zheng, Chen și Tao în anul 1997.
Este endemică în Yunnan. Conform Catalogue of Life specia Melinda yunnanensis nu are subspecii cunoscute.